# 里見米庵
里見 米庵（さとみ べいあん）、明治31年（1898年） – 平成5年（1993年）7月1日は、大正から平成初期の時代にかけての日本画家。

## 経歴
明治31年（1898年）富山県小杉町（現・射水市）に生まれる。1913年に上京して鈴木赤城、井沢蘇水らに日本画を学ぶ。1923年京都絵画専門学校に入学し、1932年同校研究科を修了。1934年第15回帝展に「嵯峨之秋」で初入選。1938年日満博覧会に「愛宕山」で金賞受賞、1942年第29回院展に「海口裏街」で入選、後に特待。1984年、富山県民会館美術館で「里見米庵・三村石邦・富山芳男展」開催。1993年没。住居近くの京都市右京区にある天龍寺別院塔頭の慈済院の天井に天龍絵図を残した。弟子に塚下静庵。

## 作品
- 「嵯峨之秋」
- 「海口裏街」
- 「闘争」1984年、紙本着色、184.0 x 176.0、富山県蔵
- 「クメール崩壊」
- 「愛宕山」[1]